# 진흙쿠키

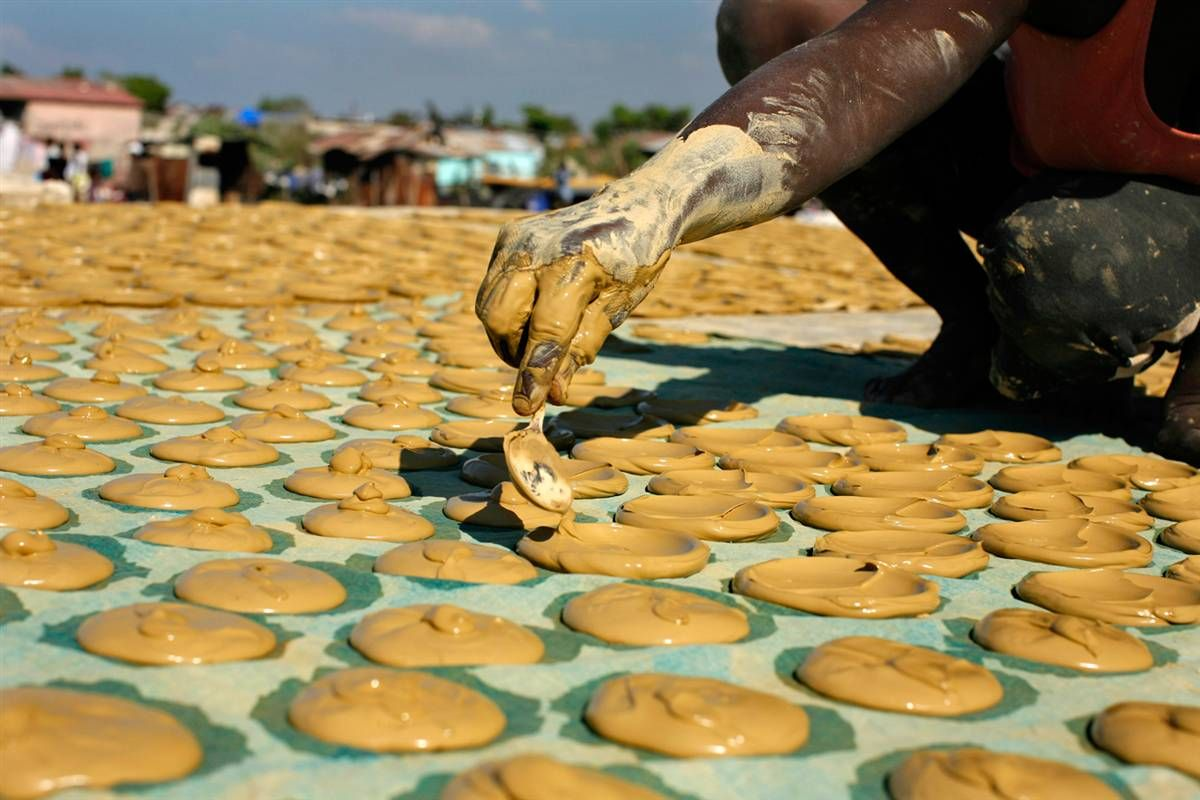
진흙쿠키 제조 과정

진흙쿠키(영어: Mud cookie)는 아이티에서 먹는 진흙으로 만든 쿠키이다. 아이티어로 봉봉테(bonbon tè)라고 부르며 현지에선 갈레트(Galette)라고 부르기도 한다. 주로 빈민가에서 식량 부족으로 인해 진흙을 재료로 쿠키를 만들게 됐다. 진흙쿠키는 앵슈마을 근처 중앙 고원에서 수집한 흙을 체에 넣고 흔들어 모래와 덩어리를 걸러내 불순물을 제거한 후, 물에 개어 소금과 식물성 쇼트닝 또는 마가린 버터 등을 첨가하여 평평한 모양으로 만든 후 햇볕에 말리는 과정으로 제작된다. 완성된 쿠키들은 시장으로 운반되어 판매된다.

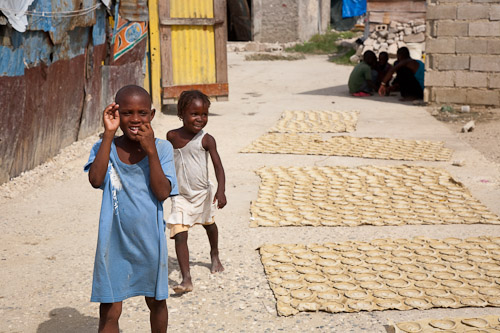
햇볕에 말리고 있는 진흙쿠키

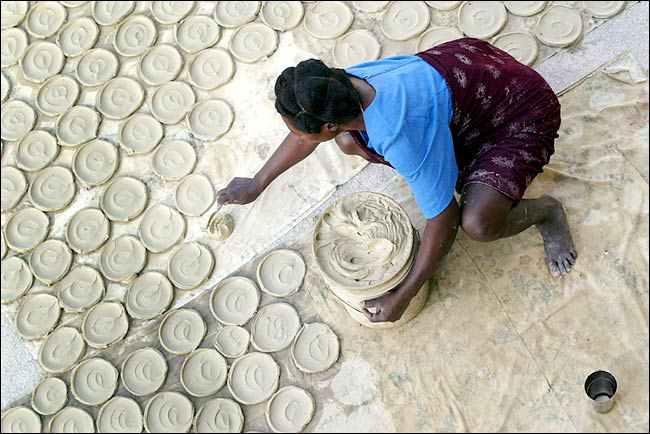

미네랄이 들어가 있어 진흙 쿠키는 전통적으로 임산부와 어린이를 위한 건강 보조 식품으로 사용되기도 했다. 소수의 아이티인들은 제산제나 영양제로 사용할 수 있는 칼슘이 들어 있다고 믿고 있지만, 실제로는 병균과 기생충이 들어있어 복통과 설사를 유발한다.